# Розбіти-Камень
Розбіти-Камень (пол. Rozbity Kamień) — село в Польщі, у гміні Беляни Соколовського повіту Мазовецького воєводства.
Населення — 161 особа (2011).
У 1975-1998 роках село належало до Седлецького воєводства.

## Демографія
Демографічна структура станом на 31 березня 2011 року:
|          | Загалом | Допрацездатний вік | Працездатний вік | Постпрацездатний вік |
| -------- | ------- | ------------------ | ---------------- | -------------------- |
| Чоловіки | 82      | 15                 | 59               | 8                    |
| Жінки    | 79      | 17                 | 46               | 16                   |
| Разом    | 161     | 32                 | 105              | 24                   |